# トリーナ
トリーナ（英: Trina、本名: カトリーナ・ラヴァーン・テイラー、1978年12月3日 - ）は、アメリカ合衆国フロリダ州マイアミ出身のラッパーである。

## 生い立ち
バハマとドミニカ共和国に起源を持つ。リバティーシティ（Liberty City）の公営住宅や、ペンブロークパインズ（Pembroke Isle）に暮らした。マイアミ・ノースウェスト高等学校（Miami Northwestern High School）ではバトンガールをしていた。卒業後はAT&Tやユナイテッド・パーセル・サービスに務め、不動産販売について学んだ。

## 略歴
1998年、トリック・ダディ（Trick Daddy）のアルバム『www.thug.com』収録曲で、後にラップ・チャート3位となるヒット曲「Nann Nigga」で客演したことがきっかけとなり、スリップ・ン・スライド・レコーズ（Slip-n-Slide Records）と契約する。2000年に発売された『Da Baddest Bitch』は、Billboard 200で33位に入り、アルバムは後にゴールドに認定された。アルバムからは「Da Baddest Bitch」や「Pull Over」などがヒット曲となる。
その後2年間はミッシー・エリオットの下で2枚目のアルバム製作に入る。2002年8月27日、2枚目のアルバム『Diamond Princess』がアメリカ合衆国で発売された。アルバムからは3枚のシングルが製作された。「No Panties」は初めてアメリカ国外でも発売され、またリュダクリスを客演に迎えた「B R Right」もヒットとなった。2005年10月4日に発売された3枚目のアルバムは『Glamorest Life』と題され、ビルボード・アルバムチャートで11位となった。収録曲からは、ケリー・ローランド（Kelly Rowland）を客演に迎えた「Here We Go」はアメリカ国外のチャートにもランクインするヒット曲となり、『Glamorest Life』はアメリカ国内で40万枚を超える売上げを記録した。2007年には、春に『Rockstarr Royalty』、秋に『Baddest Chick 2: Reloaded』の2枚のミックステープをリリースした。
2008年4月1日、当初の発売予定日であった2月12日から2箇月近くの発売延期を経て『Still da Baddest』が発売された。アルバムはビルボード・ラップ/R&Bチャートで首位、Billboard 200で6位を記録した。同じ年には、ニシャ（Nisha）、アンG（An-G）から成る、マイアミを拠点とする女性ラッパーのデュオ、プリティ・マネー（Pretty Money）を結成した。デュオはトリーナの5枚目のアルバムでの客演が予定されている。

## ディスコグラフィー

### アルバム
- Da Baddest Bitch（2000年）
- Diamond Princess（2002年）
- Glamorest Life（2005年）
- Still da Baddest（2008年）
- Amazin'（2010年）
- The One (2019年)

### 公式ミックステープ
- Rockstarr: Da Baddest Bitch Reloaded（2007年）
- Rockstarr Royalty（2007年）
- Millionaire's Girls Club（2009年）
- Amazin' (The Mixtape)（2009年）
- Best of Both Worlds with Qwote（2009年）
- Trina Introduces Victoria Balenciaga（2009年）
- Who's Bad（2009年）
- Trick-or-Trina（2009年）
- Trina & Pretty Money present: C.R.E.A.M.（2009年）
- Miss.305 (Best of Trina)（2009年）
- Definition Of A Million Dollar Girl（2010年）

### DVD
- Live & Uncut
- With Friends Like These
- A Miami Tail

## 受賞歴

### アメリカン・ミュージック・アワード
アメリカン・ミュージック・アワードは、音楽作品における特筆すべき活躍に対して与えられるものである。
| 年   | 対象  | 賞                             | 結果       |
| ---- | ----- | ------------------------------ | ---------- |
| 2001 | Trina | Favorite Female Hip-Hop Artist | ノミネート |
| 2002 | Trina | Favorite Female Hip-Hop Artist | ノミネート |
| 2003 | Trina | Favorite Female Hip-Hop Artist | ノミネート |
| 2006 | Trina | Favorite Female Hip-Hop Artist | ノミネート |
| 2008 | Trina | Favorite Female Hip-Hop Artist | ノミネート |
| 2009 | Trina | Favorite Female Hip-Hop Artist | ノミネート |

### MTVビデオ・ミュージック・アワード
MTVビデオ・ミュージック・アワードは1984年にMTVによって創設されたミュージック・ビデオの賞である。トリーナは1回ノミネートされている。
| 年   | 対象             | 賞                 | 結果       |
| ---- | ---------------- | ------------------ | ---------- |
| 2002 | "One Minute Man" | Best Hip-Hop Video | ノミネート |

### ソウル・トレイン・ミュージック・アワード
ソウル・トレイン・ミュージック・アワードは、ブラック・ミュージックにおける優れた作品に与えられる賞である。トリーナはこれまでに2回ノミネートされている
| 年   | 対象         | 賞                               | 結果       |
| ---- | ------------ | -------------------------------- | ---------- |
| 2001 | "Pull Over"  | Best R&B/Soul or Rap Music Video | ノミネート |
| 2002 | "Told Y'all" | Best R&B/Soul or Rap Music Video | ノミネート |

### ザ・ソース・ヒップホップ・ミュージック・アワード
ザ・ソース・ヒップホップ・ミュージック・アワード（The Source Hip-Hop Music Awards）は、アメリカ合衆国のヒップホップ雑誌・ザ・ソース（The Source）によって創設された音楽賞である。トリーナはこれまでに1回の受賞と4回のノミネートを受けている。
| 年   | 対象                        | 賞                                      | 結果       |
| ---- | --------------------------- | --------------------------------------- | ---------- |
| 2001 | Trina                       | New Artist                              | ノミネート |
| 2003 | "B R Right"                 | Single of the Year – Female Solo Artist | ノミネート |
| 2004 | "Right Thurr" Remix- Chingy | Remix of the Year                       | 受賞       |